# 壱岐高等家政学院
壱岐高等家政学院（いきこうとうかせいがくいん）は、かつて長崎県壱岐市にあった私立高等専修学校（女子校）。
壱岐市唯一の私立専修学校として、戦後60年余り、壱岐における女子教育に貢献したが、2006年（平成18年）に休校し、2009年（平成21年）に廃止が承認された。壱岐市の女子中学生にとっては、中学卒業後の進路の選択肢の1つとなっていた。

## 概要
所在地
〒811-5133 長崎県壱岐市郷ノ浦町本村触668
設置学科
被服科
校訓
「恥を知れ」
生活信条
「誠実、明朗、礼節、責任、根性」
校歌
2番まである。

## 沿革
- 1948年（昭和23年） - 大澤静枝が壱岐郡芦辺町（現・壱岐市）国分に「静修女塾」を開設。
- 1949年（昭和24年） - 郷ノ浦町（現・壱岐市）の現在地に移転新築。
- 1959年（昭和34年） - 「静修技芸女学院」に改称。
- 1960年（昭和35年） - 「壱岐高等技芸学院」に改称。
- 1978年（昭和53年） - 「壱岐高等家政学院」（本科3年、専攻科2年）に改称。
- 2006年（平成18年） - 休校。
- 2009年（平成21年） - 廃止が認可される。

## 学院長
- 初代 - 大澤静枝
- 2代 - 大澤京子

## アクセス
- 壱岐交通 「新道」バス停

## 周辺
- 壱岐市役所本庁舎
- 壱岐振興局
- 長崎県警壱岐警察署
- 長崎県立壱岐高等学校
- 壱岐市立郷ノ浦中学校（旧壱岐市立武生水中学校）
- 壱岐幼稚園（私立）
- 壱岐市立盈科小学校
- 壱岐市立郷ノ浦幼稚園
- 壱岐日報社
- 壱岐市ケーブルテレビ（旧観光会館）
- ほっともっと郷ノ浦店
- 旧壱岐公立病院（跡地）

## 参考資料
- 「郷ノ浦町史」（1998年（平成10年）6月発行、編集・郷ノ浦町史編纂委員会、出版・郷ノ浦町教育委員会）